# Zahrádka (Észak-plzeňi járás)
Zahrádka település Csehországban, az Észak-plzeňi járásban. Zahrádka Všeruby, Horní Bělá, Nekmíř, Nečtiny, Kunějovice és Úněšov településekkel határos. Lakosainak száma 164 fő (2024. január 1.).

## Népesség
A település lakosságának változását az alábbi diagram mutatja:
| Lakosok száma | 446  | 409  | 392  | 222  | 179  | 141  | 156  | 145  | 146  | 164  |
|               | 1869 | 1890 | 1921 | 1950 | 1980 | 2001 | 2017 | 2019 | 2022 | 2024 |